# Карлов, Геннадий Ильич
Генна́дий Ильи́ч Ка́рлов (род. 9 августа 1970 года, с. Калабино, Задонский район, Липецкая область, РСФСР, СССР) — российский учёный, специалист в области сельскохозяйственной биотехнологии, член-корреспондент РАН (2016), академик РАН (2019).

## Биография
Родился 9 августа 1970 года в с. Калабине Задонского района Липецкой области.
В 1992 году — окончил Московскую сельскохозяйственную академию имени К. А. Тимирязева.
С 1997 года — работает в Российском государственном аграрном университете — МСХА имени К. А. Тимирязева: научный сотрудник кафедры сельскохозяйственной биотехнологии, заведующий лабораторией регуляторов роста и развития сельскохозяйственных растений (1998—2005), руководитель Центра молекулярной биотехнологии (с 2005 года).
В 2011 году — защитил докторскую диссертацию, тема: «Молекулярно-генетические и молекулярно-цитогенетические подходы для ускоренного создания селекционного материала растений с заданными свойствами».
С 2016 года — и. о. директора Всероссийского научно-исследовательского института сельскохозяйственной биотехнологии.
В 2016 году — присвоено звание профессора РАН.
В 2016 году — избран членом-корреспондентом РАН.
В 2019 году — избран академиком РАН.

## Научная деятельность
Специалист в области сельскохозяйственной биотехнологии и генетики растений.
Внёс значительный вклад в разработку технологии ускоренного создания селекционного материала растений с использованием ДНК-технологий и методов маркеров вспомогательной селекции, а также в разработку стратегии направленной интрогрессии чужеродного генетического материала в культурные растения.
Разработал методы ДНК-паспортизации ряда овощных и плодовых культур и создал ДНК-маркеры генов устойчивости к фитопатогенам.
Научный редактор международного научного журнала «Comparative Cytogenetics».
Автор около 100 научных трудов. Имеет два патента на изобретения.